# Nisciuno
Nisciuno è una canzone composta da Antonio Vian su versi di Peppino Russo nel 1953.
Il brano venne presentato alla Piedigrotta Abici del 1953 dal cantante napoletano Nino Nipote, il quale ottenne un elevato successo. All'esecuzione era presente il comico Aldo Fabrizi, il quale si complimentò con lui e gli scrisse una dedica su una fotografia.
Il motivo venne in seguito interpretato da numerosi artisti, tra i quali si ricordano: Franco Ricci, Alberto Berri, Pino Mauro, Angela Luce, Mario Maglione e Peppino di Capri.